# زيورخ إي بريكس 2018
زيورخ إي بريكس 2018 هو سباق سيارات فورمولا إي الكهربائية
أقيم بتاريخ 10 يونيو 2018 في Zurich Street Circuit ‏، سويسرا، وكان السباق 10 من أصل 12 في بطولة العالم للفورمولا إي 2017–18، وكان أول المنطلقين ميتش إيفانز.
فاز بالمركز الأول  لوكاس دي غراسي، وكان صاحب أسرع لفة أندريه لوتيرير.